# Thibaut Evrard
Thibaut Evrard es un actor belga conocido por haber interpretado a Niccolo Machiavelli en la serie Borgia.

## Biografía
Thibaut habla con fluidez el inglés, alemán, español e italiano.
Es buen amigo del actor Stanley Weber.

## Carrera
En el 2013 se unió al elenco recurrente de la serie Borgia donde dio vida a Niccolo Machiavelli, hasta el final de la serie en el 2014.
Ese mismo año se unió al elenco recurrente de la serie The Tunnel donde interpreta a Gaël, un barman que comienza una relación con la detective Elise Wassermann (Clémence Poésy), hasta ahora.

## Filmografía[1]

### Series de Televisión
| Año             | Título        | Personaje           | Notas                       |
| --------------- | ------------- | ------------------- | --------------------------- |
| 2016 - presente | Trepalium     | -                   | 6 episodios                 |
| 2013 - presente | The Tunnel    | Gaël                | 9 episodios                 |
| 2016            | War and Peace | Capitán Ramballe    | episodios # 1.6 - miniserie |
| 2014            | Trépalium     | Boris               | -                           |
| 2013 - 2014     | Borgia        | Niccolo Machiavelli | 12 episodios                |

### Películas
| Año  | Título                   | Personaje    | Notas |
| ---- | ------------------------ | ------------ | --- |
| 2015 | The Transporter Refueled | Max          | junto a Ed Skrein, Ray Stevenson, Loan Chabanol, Gabriella Wright y Tatiana Pajkovic                                 |
| 2015 | Mon Roi                  | Pompier Tony | junto a Vincent Cassel, Emmanuelle Bercot, Louis Garrel y Isild Le Besco                                             |
| 2014 | Libre et assoupi         | Marco        | junto a Baptiste Lecaplain, Charlotte Le Bon, Félix Moati, Denis Podalydès, Isabelle Candelier y Jean-Yves Berteloot |
| 2009 | Braquage                 | -            | - |
| 2009 | Awa                      | -            | - |
| 2008 | Je Suis Deja Debout      | -            | - |

### Director & Escritor
| Año         | Título                           | Notas                            |
| ----------- | -------------------------------- | -------------------------------- |
| 2013 - 2014 | You Will Never Walk Alone        | obra - junto con Karim Bel Kacem |
| 2009 - 2010 | Pierre Emmanuel Est Un Sale Con  | obra                             |
| 2009        | Laderdesders                     | obra - junto con Nora Steinig    |
| 2007, 2009  | Rapport Choucroute               | obra                             |
| 2007, 2008  | Les Bulles Font-Elles Les Habits | obra                             |

### Teatro
| Año         | Obra                             | Personaje | Director (a)                 | Teatro                     | Notas                                                    |
| ----------- | -------------------------------- | --------- | ---------------------------- | -------------------------- | -------------------------------------------------------- |
| 2013 - 2014 | You Will Never Walk Alone        | -         | Karim Bel Kacem              | Théâtre Villa-Arson à Nice | -                                                        |
| 2010, 2012  | Bougliakov, Histoire de Famille  | Père      | Fanny Santer                 | Théâtre de Verre           | -                                                        |
| 2011 - 2012 | La Salle D'Attente               | -         | Krystian Lupa                | Théâtre de Vidy            | -                                                        |
| 2011        | L'Avenir, Seulement              | -         | Mathieu Bertholet            | Théâtre de Genevilliers    | -                                                        |
| 2010        | La Tempete                       | -         | Dorian Rossel                | Théâtre Am Stram Gram      | -                                                        |
| 2010        | Les Helve                        | -         | Christian Geoffroy Schlitter | -                          | -                                                        |
| 2010        | Les Estivants                    | -         | Gérard Desarthe              | -                          | -                                                        |
| 2009 - 2010 | Pierre Emmanuel Est Un Sale Con  | -         | -                            | Théâtre Côté Court         | -                                                        |
| 2009        | Laderdesders                     | -         | Nora Steinig                 | -                          | -                                                        |
| 2009        | Repertoire                       | -         | Daniel Mesguich              | -                          | -                                                        |
| 2009        | Cours Ouvert                     | -         | Christophe Patty             | -                          | -                                                        |
| 2008 - 2009 | Le Juste Pour Rire Show          | -         | -                            | Théâtre de Dix Heures      | -                                                        |
| 2008        | Terres Mortes                    | -         | Pierre Antoine Dubey         | -                          | junto a Emilie Blaser, Joséphine Struba & Vincent Brayer |
| 2008        | Tartuffe                         | -         | Dominique Valadié            | -                          | -                                                        |
| 2008        | La Mouette                       | -         | Alain Françon                | -                          | -                                                        |
| 2007, 2009  | Rapport Choucroute               | -         | Yoan Masson                  | -                          | -                                                        |
| 2007, 2008  | Les Bulles Font-Elles Les Habits | -         | -                            | Théâtre de Dix Heures      | -                                                        |
| 2007        | Moliere                          | -         | Cyril Anrep                  | -                          | -                                                        |
| 2006        | Alice A Travers le Miroir        | -         | Claire Olivier               | -                          | -                                                        |
| 2006        | Our Country's Good               | -         | Lesley Chatterley            | -                          | -                                                        |
| 2006        | Peepshow                         | -         | Lesley Chatterley            | -                          | -                                                        |
| -           | Dorian Rossel, volée D           | -         | -                            | -                          | junto a Adrien Barazzone, Cédric Djedje & Nora Steinig   |
| -           | Cabaret                          | -         | -                            | -                          | junto a Cédric Djedje                                    |